# Yu Shumei
Dans ce nom chinois, le nom de famille, Yu, précède le nom personnel.
Pour les articles homonymes, voir Yu et Shumei.
Yu Shumei, née le 20 octobre 1977 à Dalian, est une biathlète chinoise. 

## Biographie
Après avoir commencé le biathlon en 1994, elle fait ses premiers pas en Coupe du monde durant la saison 1995-1996, montant sur le podium dès sa deuxième course, un sprint à Pokljuka. Aux Jeux olympiques d'hiver de 1998, elle est notamment cinquième du sprint et neuvième de l'individuel.
En 2000, elle obtient la médaille d'argent de l'individuel aux Championnats du monde d'Oslo, course gagnée par Corinne Niogret.
Elle devient ensuite la première chinoise à remporter une épreuve de Coupe du monde à l'occasion d'une mass start disputée à Oslo-Holmenkollen. Sa dernière compétition majeure a lieu en 2002 à l'occasion des Jeux olympiques de Salt Lake City.
En marge de sa carrière sportive, Yu s'est engagé comme soldat ayant eu comme rêve de "servir son pays dans l'armée".

## Palmarès en biathlon

### Jeux olympiques
| Épreuve / Édition | Nagano 1998 | Salt Lake City 2002 |
| Sprint            | 5e          | 46e                 |
| Poursuite         |             | 20e                 |
| Individuel        | 9e          | 44e                 |
| Mass start        |             |                     |
| Relais            | 7e          | 13e                 |

### Championnats du monde
| Épreuve / Édition                      | Individuel | Sprint | Poursuite | Départ en masse                  | Relais |
| Mondiaux 1997 Osrblie                  | 56e        | 50e    | -         | Épreuve inexistante à cette date | 13e    |
| Mondiaux 2000 Oslo-Holmenkollen/ Lahti | Argent     | 22e    | 10e       | 15e                              | LAP    |
| Mondiaux 2001 Pokljuka                 | 17e        | 34e    | 34e       | 17e                              | 10e    |

Légende :

 : épreuve inexistante

- : n'a pas participé à l'épreuve

### Coupe du monde
- Meilleur classement général : 13e en 1997.
- 5 podiums individuels : 1 victoire, 3 deuxièmes places et 1 troisième place[3].
- 1 podium en relais : 1 troisième place.

#### Détail de la victoire
| Édition / Épreuve | Mass start        |
| 2001              | Oslo-Holmenkollen |